# Un château pour Noël
Pour plus de détails, voir Fiche technique et Distribution.
Un château pour Noël (A Castle for Christmas) est un film de Noël américain réalisé par Mary Lambert, sorti en 2021.

## Synopsis
Sophie Brown, autrice à succès, part en Écosse pour fuir le scandale suscité par son dernier livre. Elle visite le village où son père était gardien du château. Elle tombe amoureuse du château, Dun Dunbar; mais doit composer avec son propriétaire acariâtre, Myles 12ème duc de Dunbar. 

## Fiche technique
- Titre : Un château pour Noël
- Titre original : A Castle for Christmas
- Réalisation : Mary Lambert
- Scénario : Ally Carter et Kim Beyer-Johnson
- Musique : Jeff Rona
- Photographie : Michael Coulter
- Montage : Suzy Elmiger
- Production : Brad Krevoy
- Société de production : Motion Picture Corporation of America
- Pays :  États-Unis et  Royaume-Uni
- Genre : Aventure, comédie dramatique, romance
- Durée : 98 minutes
- Dates de sortie : 
  - Netflix : 26 novembre 2021

## Distribution
- Brooke Shields (VF : Rafaèle Moutier) : Sophie
- Cary Elwes (VF : Emmanuel Curtil) : Myles
- Lee Ross (VF : Guillaume Orsat) : Thomas
- Andi Osho (VF : Géraldine Asselin) : Maisie
- Tina Gray (VF : Marie-Martine) : Helen
- Eilidh Loan (VF : Jessica Monceau) : Rhona
- Stephen Oswald : Angus
- Vanessa Grasse : Lexi
- Desiree Burch (VF : Annie Milon) : Claire
- Antony Strachan : Eamon
- Drew Barrymore (VF : Laura Préjean) : elle-même
- Mark Fleischmann : Frank De Luca
- Suanne Braun : Mme Donatelli

## Accueil
Le film a reçu un accueil mitigé de la critique. Il obtient un score moyen de 53 % sur Metacritic.